# Bayerische Landeszentrale für politische Bildungsarbeit
 (juillet 2025).
Si vous disposez d'ouvrages ou d'articles de référence ou si vous connaissez des sites web de qualité traitant du thème abordé ici, merci de compléter l'article en donnant les références utiles à sa vérifiabilité et en les liant à la section « Notes et références ».
Le Bayerische Landeszentrale für politische Bildungsarbeit, en français le « centre bavarois pour l'éducation civique », est l'agence du gouvernement central pour l'éducation civique en Bavière. Le centre est administré par l'historien Peter Mars depuis 2004 (en congé depuis le 29 août 2011).

## Histoire
Le centre national est fondé en 1955 sous le nom de Bayerische Zentrale für Heimatdienst pour la Chancellerie d'État de Bavière. En 1964, l'office prend son nom actuel. En 1995, elle fait partie du ministère bavarois de l’Éducation et des Affaires culturelles.